# Aufklärungsgeschwader 12
Das Aufklärungsgeschwader 12 war ein Verband der Luftwaffe der Wehrmacht.

## Aufstellung
Der Stab des Geschwaders entstand am 1. November 1938 auf dem Fliegerhorst Münster-Loddenheide (Lage) für die Luftflotte 2. Er führte die selbstständigen Aufklärungsgruppen 12 und 22.
Die Aufklärungsgruppe 12 setzte sich aus der 1. bis 4. Nahaufklärungsstaffel zusammen, die mit der Henschel Hs 126, der Heinkel He 45 und der Heinkel He 46 ausgestattet waren.
Die Aufklärungsgruppe 22 bestand aus der 1. bis 4. Fernaufklärungsstaffel, die mit der Dornier Do 17 und der Henschel Hs 126 ausgestattet waren. Diese lagen in Kassel-Rothwesten. (Lage)

## Geschichte
Der Geschwaderstab bestand bis zum 26. August 1939. Nach der allgemeinen Mobilmachung der Wehrmacht wurde er umbenannt in den Stab des Koluft 12 (Kommandeur der Luftstreitkräfte 12) und der 12. Armee unterstellt. Der Stab der Aufklärungsgruppe 12 und 22 wurde zu Koluft 1.
Ab dem 1. September 1939 wurde Koluft 12 beim Überfall auf Polen eingesetzt. Die Nahaufklärungsstaffeln wurden einzeln dem X., VI., XI. und XII. Armeekorps des Heeres unterstellt.
Die Fernaufklärungsstaffeln dienten staffelweise der Heeresgruppe C, der 5. und 7. Armee und dem IX. Armeekorps.

## Gruppenkommandeure
Aufklärungsgruppe 12
- Oberstleutnant Ernst Krüger, 1. November 1938 bis 26. August 1939[3]

Aufklärungsgruppe 22
- Major Hans Pampe, 1. November 1938 bis November 1939[4]

## Bekannte Geschwaderangehörige
- Hans Asmus (1913–1991), war von 1970 bis 1972, als Generalmajor der Luftwaffe der Bundeswehr, Chef des Stabes der Fourth Allied Tactical Air Force